# Jean-Baptiste Bouillaud

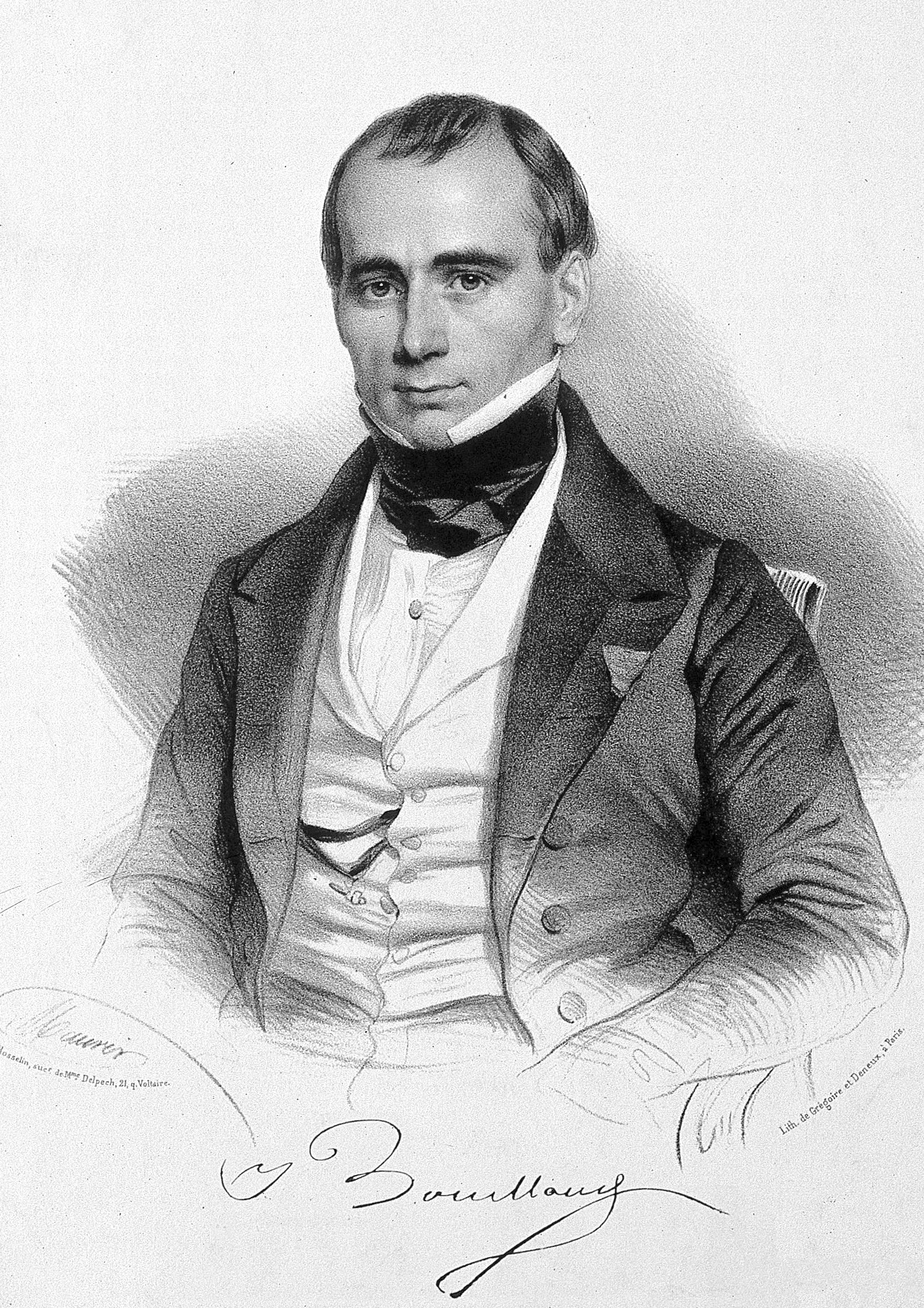
Jean-Baptiste Bouillaud

Jean-Baptiste Bouillaud (* 16. September 1796 in Garat; † 29. Oktober 1881 in Paris) war ein französischer Arzt und Professor der Medizin in Paris. Er entdeckte den Zusammenhang zwischen akutem Gelenkrheuma und Endokarditis und er beschrieb als erster ausführlich die Lokalisation von zerebralen Funktionen, insbesondere die Lokalisation des Sprachzentrums.

## Leben und Wirken
Unter seinem Onkel Jean Bouillaud (1762–1829), einem Chirurgen der Grande Armée, nahm Jean-Baptiste (oder Jean Baptiste) Bouillaud an den Napoleonischen Kriegen teil. Erst nach 1815, nach der Schlacht bei Waterloo studierte er Medizin und schloss 1823 in Paris mit einer Doktorarbeit über Aortenaneurysmen ab. 1831 erhielt er den Lehrstuhl für Klinische Medizin in der Pariser Charité. 1842 bis 1846 war er als Liberaler und Republikaner Abgeordneter von Angoulême. Als Mitglied des Conseil supérieur der Universität wurde er 1848 an Stelle von Mathieu Orfila (1787–1853) zum Dekan der Medizinischen Fakultät gewählt. Infolge von Differenzen mit der Verwaltung legte er diese Stelle jedoch bald wieder nieder. 1868 wurde er Mitglied der Académie des sciences.
Bouillaud war in Paris einer der führenden Mediziner seiner Zeit und gab die Fachzeitschrift Journal hébdomadaire des progrès des sciences et institutions médicales heraus und erlangte den Ruf eines hervorragenden Diagnostikers. Er war ein eifriger Anhänger der Lehre von François Broussais. Seine Therapieverfahren, namentlich seine „Aderlässe coup sur coup“, wurden lebhaft diskutiert.
Bouillaud erkannte den Zusammenhang zwischen Gelenkrheumatismus und unzureichender Funktion der Mitralklappe des Herzens. Nach ihm wurde die rheumatische Endokarditis Bouillaud-Krankheit genannt.
Im Jahr 1830 publizierte er über eine von ihm nach Stirnhirnläsion beobachtete Sprachstörung.

## Schriften (Auswahl)
- René Joseph Bertin (1757–1828), rédigé par Jean Bouillaud. Traité des maladies du coeur et des gros vaisseaux. Baillière, Paris 1824 (Digitalisat) - Treatise on the disease of the heart, and great vessels. By R.J. Bertin, edited by J. Bouillaud, translated by Charles William Chauncy (ca. 1799–1864). Blanchard, Philadelphia 1833 (Digitalisat)
- Traité clinique et physiologique de l’encéphalite, ou inflammation du cerveau. Paris 1825 (Digitalisat)
- Traité clinique et expérimental des fièvres dites essentielles. Baillière, Paris 1826 (Digitalisat)
- Recherches expérimentales sur les fonctions du cerveau en général, et sur celles de sa portion antérieure en particulier; lues à l’Institut, en septembre 1827. In: J. Physiol. exp. Path. Band 10, (Baillière, Paris) 1830, S. 36 ff. (Digitalisat)
- Traité clinique du rhumatisme articulaire et de la loi de coïncidence des inflammations du coeur avec cette maladie. Baillière, Paris 1840 (Digitalisat)
- Traité clinique des maladies du coeur. Ballière, Paris 1835; Zweite Aufl. 1841. Band I (Digitalisat). Band II (Digitalisat)
- Kommentiertes Werkverzeichnis. Paris 1868: Notice sur les titres et travaux de M. le Docteur J. Bouillaud, candidat à la place vacante dans la section de Médecine et de Chirurgie de l’Académie des Sciences. Martiner, Paris 1868 (Digitalisat)